# Rafael Fiziev
Rafael Fiziev (ur. 5 marca 1993 w Kordaj) – azerski zawodnik boksu tajskiego i mieszanych sztuk walki (MMA). Od 2019 zawodnik organizacji UFC, gdzie rywalizuje w wadze lekkiej.

## Wczesne życie
Urodził się we wsi Kordaj, w Kazachstanie, w kraju z którego pochodzi jego ojciec. Jego matka jest Rosjanką. Kiedy był dzieckiem, wraz z rodziną przeniósł się do Biszkeku w Kirgistanie.
W czasach dzieciństwa jego ojciec kupił mu i jego kuzynom rękawice bokserskie i kazał im sparować. Wówczas Fiziev nie lubił walczyć i szybko się poddał. Dopiero, gdy jako nastolatek zmienił szkołę, rozpoczął treningi boksu tajskiego w wieku 11 lat. Dorastając koncentrował się także na innych sportami walki, w tym sambo bojowym, boksem, jiu Jitsu i zapasami. Kiedy przechodził z boksu tajskiego na MMA, jak sam wspomina nauka grapplingu była najtrudniejsza, a wyprowadzanie ciosów również wymagały dostosowania.

## Kariera w boksie tajskim
29 kwietnia 2016 roku wziął udział w turnieju Toyota Marathon. W ćwierćfinale pokonał decyzją sędziów Rusłana Rybakowa. W półfinale znokautował Phakhow Darbphong. W finale zmierzył się z Sorgrawem Petchyindee Academy, który pokonał go decyzją.
Fiziev również wziął udział w turnieju Toyota Marathon w wadze do 69,8 kg, pokonując decyzją Detrit Sathian Gym w półfinale. W finale stoczył rewanż z Sorgrawem Petchyindee Academy. Ponownie przegrał decyzją, jednak dzięki imponującej technice obronnej, którą zaprezentował stał się bardziej popularny w mediach społecznościowych.
21 kwietnia 2017 roku zmierzył się z byłym mistrzem stadionu Lumpinee Yodpayakiem Sitsongpeenongiem na gali Muay Xtreme w Bangkoku, w Tajlandii. Wygrał walkę przez nokaut w drugiej rundzie.
22 września 2017 zmierzył się z Leytonem Collimore na Phoenix FC 3 w Londynie, w Anglii. Przegrał jednogłośną decyzją.

## Kariera MMA

### Wczesna kariera
Zadebiutował w MMA w 2015 roku. Zanim podpisał kontrakt z Ultimate Fighting Championship, walczył w azjatyckich federacjach regionalnych, takich jak ROAD FC i amerykańskiej organizacja Titan FC.

### UFC
W swoim debiucie dla amerykańskiego giganta zmierzył się z Rosjaninem, Magomiedem Mustafajewem, 20 kwietnia 2019 roku na UFC Fight Night 149. Przegrał przez techniczny nokaut w pierwszej rundzie, notując pierwszą zawodową porażkę.
26 października 2019 roku na UFC on ESPN + 20 zmierzył się z Alexem White'em. Wygrał walkę przez jednogłośną decyzję.
19 lipca 2020 roku na UFC Fight Night 172 stoczył walkę z Markiem Diakiese, zastępując Alana Patricka. Wygrał jednogłośną decyzją. Pojedynek nagrodzono bonusem finansowym za walkę wieczoru.
5 sierpnia 2020 roku ogłosił w swoich mediach społecznościowych, że podpisał nowy kontrakt na cztery walki z UFC.
Na wydarzeniu UFC on ESPN: Blaydes vs. Lewis 28 listopada 2020 roku miał zmierzyć się z Renato Moicano, jednak tego samego dnia rywal wycofał się z walki po pozytywnym wyniku testu na obecność COVID-19. Walka została przełożona na UFC 256. Fiziev prezentując fantastyczną formę kapitalną kombinacją ustrzelił rywala pierwszej rundzie. Zwycięstwo przyniosło mu pierwszą nagrodę bonusową za występ wieczoru.
7 sierpnia 2021 roku na UFC 265 doszło do jego walki z Bobbym Greenem. W pojedynku wieńczącym kartę wstępną jednogłośnie wypunktował rywala. Walkę nagrodzono bonusem za walkę wieczoru.

Plakat starcia Fiziev-Gamrot.

4 grudnia 2021 roku na UFC on ESPN 31 skrzyżował rękawice z Australijczykiem, Bradem Riddellem. W trzeciej rundzie znokautował rywala fantastyczną obrotówką. Zwycięstwo przyniosło mu drugi bonus za występ wieczoru.
19 lutego 2022 roku na UFC Fight Night 201 miał zmierzyć się z byłym mistrzem wagi lekkiej, Rafaelem dos Anjosem. Walka została przełożona na UFC 272 z powodu problemów wizowych Fizieva. Na tydzień przed wydarzeniem Fiziev został ponownie zmuszony do wycofania się z powodu pozytywnego wyniku testu na obecność COVID-19. Walka została przełożona po raz trzeci, tym razem na UFC on ESPN 39 w terminie 9 lipca 2022. W ostatniej, piątej rundzie trafił Brazylijczyka mocnym ciosem, po którym ten upadł na deski. To zwycięstwo przyniosło mu trzeci bonus za występ wieczoru.
Na marcowej gali UFC 286 w Londynie zmierzył się z byłym tymczasowym mistrzem wagi lekkiej, Justinem Gaethje. Po widowiskowej walce przegrał większościową decyzją sędziów, którzy punktowali 2 x 29-28, 28-28 dla Gaethje'go. Po gali obaj zostali nagrodzeni bonusem za najlepszą walkę wieczoru.
W walce wieczoru gali UFC Fight Night: Fiziev vs. Gamrot, która odbyła się 23 września 2023 w Las Vegas zawalczył z byłym podwójnym mistrzem KSW, Mateuszem Gamrotem. Przegrał przez techniczny nokaut w drugiej rundzie, po tym, jak nabawił się kontuzji kolana, przez którą nie był w stanie kontynuować starcia.
Po prawie półtorarocznej przerwie powrócił do rywalizacji i 8 marca 2025 roku na UFC 313 stoczył rewanżowy pojedynek z Justinem Gaethje, zastępując kontuzjowanego Dana Hookera. Fiziev ponownie musiał uznać wyższość Amerykanina, przegrywając tym razem jednogłośnie na kartach punktowych. Pojedynek obu zawodników ponownie został nagrodzony bonusem za walkę wieczoru.
Ponad trzy miesiące później zawalczył z Ignacio Bahamondesem na gali UFC Fight Night: Hill vs. Rountree, która odbyła się 21 czerwca 2025 w azerskim Baku. Po trzyrundowej walce zwyciężył jednogłośnie na punkty.

## Życie prywatne
Poza walkami interesuje się kowalstwem, z naciskiem na broń z białej stali. Jest pobożnym szyickim muzułmaninem.
W 2021 roku ujawnił, że nie będzie już reprezentował swojego rodzinnego kraju Kirgistanu podczas swoich walk w UFC, z powodu religijnej dyskryminacji szyickich muzułmanów w tym kraju. Od tego czasu uczynił swoją główną rezydencją Phuket w Tajlandii. Fiziev reprezentuje teraz ojczyznę swojego ojca, Azerbejdżan i jest także pierwszym zawodnikiem reprezentującym Azerbejdżan w historii UFC.

## Osiągnięcia

### Mieszane sztuki walki
- Combat Press
  - 2021: Przełomowy zawodnik roku[45]
- MMAjunkie.com
  - 2023: Walka miesiąca marzec vs. Justin Gaethje[46]
- Sherdog
  - 2023: Runda roku vs. Justin Gaethje[47]

### Boks tajski
- Kirgiska Federacja Muaythai
  - Trzyktorny mistrz Kirgistanu w Muay Thai (2007, 2008 i 2009)
- Międzynarodowa Federacja Związków Muaythai
  - 2009: Mistrzostwa Świata Juniorów IFMA 2009 
  - 2011: Narodowy Champion Kazachstanu
  - 2016: Mistrzostwa Świata IFMA (klasa B) -71 kg
- Światowa Federacja Muaythai
  - 2010: Mistrz WMF Intercontinental 2010 -63,5 kg[48]

## Lista zawodowych walk w MMA
| Wynik     | Bilans | Przeciwnik (bilans przed walką) | Rozstrzygnięcie                           | Runda | Czas | Rozgrywki                                   | Data       | Miejsce    | Uwagi                                   |
| --------- | ------ | ------------------------------- | ----------------------------------------- | ----- | ---- | ------------------------------------------- | ---------- | ---------- | --------------------------------------- |
| Wygrana   | 13-4   | Ignacio Bahamondes (17-5)       | Decyzja (jednogłośna)                     | 3     | 5:00 | UFC Fight Night: Hill vs. Rountree          | 21.06.2025 | Baku       | Co-Main Event                           |
| Przegrana | 12-4   | Justin Gaethje (25-5)           | Decyzja (jednogłośna)                     | 3     | 5:00 | UFC 313                                     | 08.03.2025 | Las Vegas  | Co-Main Event                           |
| Przegrana | 12-3   | Mateusz Gamrot (22-2. 1NC)      | TKO (kontuzja kolana)                     | 2     | 2:58 | UFC Fight Night: Fiziev vs. Gamrot          | 23.09.2023 | Las Vegas  | Main Event                              |
| Przegrana | 12-2   | Justin Gaethje (23-4)           | Decyzja (większościowa)                   | 3     | 5:00 | UFC 286                                     | 18.03.2023 | Londyn     | Bonus za walkę wieczoru. Co-Main Event  |
| Wygrana   | 12-1   | Rafael dos Anjos (31-13)        | KO (ciosy pięściami)                      | 5     | 0:18 | UFC on ESPN: dos Anjos vs. Fiziev           | 09.07.2022 | Las Vegas  | Bonus za występ wieczoru. Main Event    |
| Wygrana   | 11-1   | Brad Riddell (10-1)             | KO (kopnięcie obrotowe)                   | 3     | 2:20 | UFC on ESPN: Font vs. Aldo                  | 04.12.2021 | Las Vegas  | Bonus za występ wieczoru. Co-Main Event |
| Wygrana   | 10-1   | Bobby Green (27-11-1)           | Decyzja (jednogłośna)                     | 3     | 5:00 | UFC 265                                     | 07.08.2021 | Houston    | Bonus za walkę wieczoru.                |
| Wygrana   | 9-1    | Renato Moicano (14-3-1)         | KO (ciosy pięściami)                      | 1     | 4:05 | UFC 256                                     | 12.12.2020 | Las Vegas  | Bonus za występ wieczoru.               |
| Wygrana   | 8-1    | Marc Diakiese (14-3)            | Decyzja (jednogłośna)                     | 3     | 5:00 | UFC Fight Night: Figueiredo vs. Benavidez 2 | 18.07.2020 | Abu Zabi   | Bonus za walkę wieczoru.                |
| Wygrana   | 7-1    | Alex White (13-5)               | Decyzja (jednogłośna)                     | 3     | 5:00 | UFC Fight Night: Maia vs. Askren            | 26.10.2019 | Kallang    |                                         |
| Przegrana | 6-1    | Magomied Mustafajew (13-3)      | TKO (obrotówka i ciosy w parterze)        | 1     | 1:26 | UFC on ESPN+ 7: Olejnik vs. Overeem         | 20.04.2019 | Petersburg | Debiut w UFC.                           |
| Wygrana   | 6-0    | Nurzhan Tutaev (5-3)            | KO (kopnięcie na korpus)                  | 2     | 0:51 | Titan FC 51                                 | 21.12.2018 | Ałmaty     |                                         |
| Wygrana   | 5-0    | Nandin-Erdene Munguntsooj (7-3) | KO (kopnięcie na głowę i ciosy pięściami) | 1     | 0:58 | Road FC 45                                  | 23.12.2017 | Seul       | Limit umowny do 71,7 kg.                |
| Wygrana   | 4-0    | Seung Yeon Kim (2-1)            | TKO (kolana i ciosy pięściami)            | 1     | 4:23 | Road FC 39                                  | 10.06.2017 | Seul       |                                         |
| Wygrana   | 3-0    | Suraj Bahadur (3-5)             | TKO (ciosy pięściami)                     | 1     | 2:30 | Primal FC: Dark Moon Rising                 | 24.03.2017 | Phuket     | Limit umowny do 72,1 kg.                |
| Wygrana   | 2-0    | Gunduz Nabiev (0-0)             | Poddanie (duszenie zza pleców)            | 1     | 3:40 | Boroda FC                                   | 10.10.2016 | Biszkek    |                                         |
| Wygrana   | 1-0    | Sam Bastin (6-6)                | KO (latające kolano)                      | 1     | N/A  | W.I.N FC                                    | 18.07.2015 | Shenzhen   | Debiut w wadze lekkiej.                 |